# Duane G. Carey
Duane Gene „Digger“ Carey (* 30. April 1957 in Saint Paul, Minnesota) ist ein ehemaliger US-amerikanischer Astronaut. 
Carey erhielt 1981 einen Bachelor und 1982 einen Master in Luft- und Raumfahrttechnik von der University of Minnesota. Er wurde 1981 Kadett beim Reserve Officer Training Corps und schloss dort 1983 seine Ausbildung zum Piloten ab. Nach Stationierungen in Louisiana, Südkorea und Spanien wurde er 1991 auf der Edwards Air Force Base in Kalifornien zum Testpiloten ausgebildet und als solcher dort auch eingesetzt.

## Astronautentätigkeit

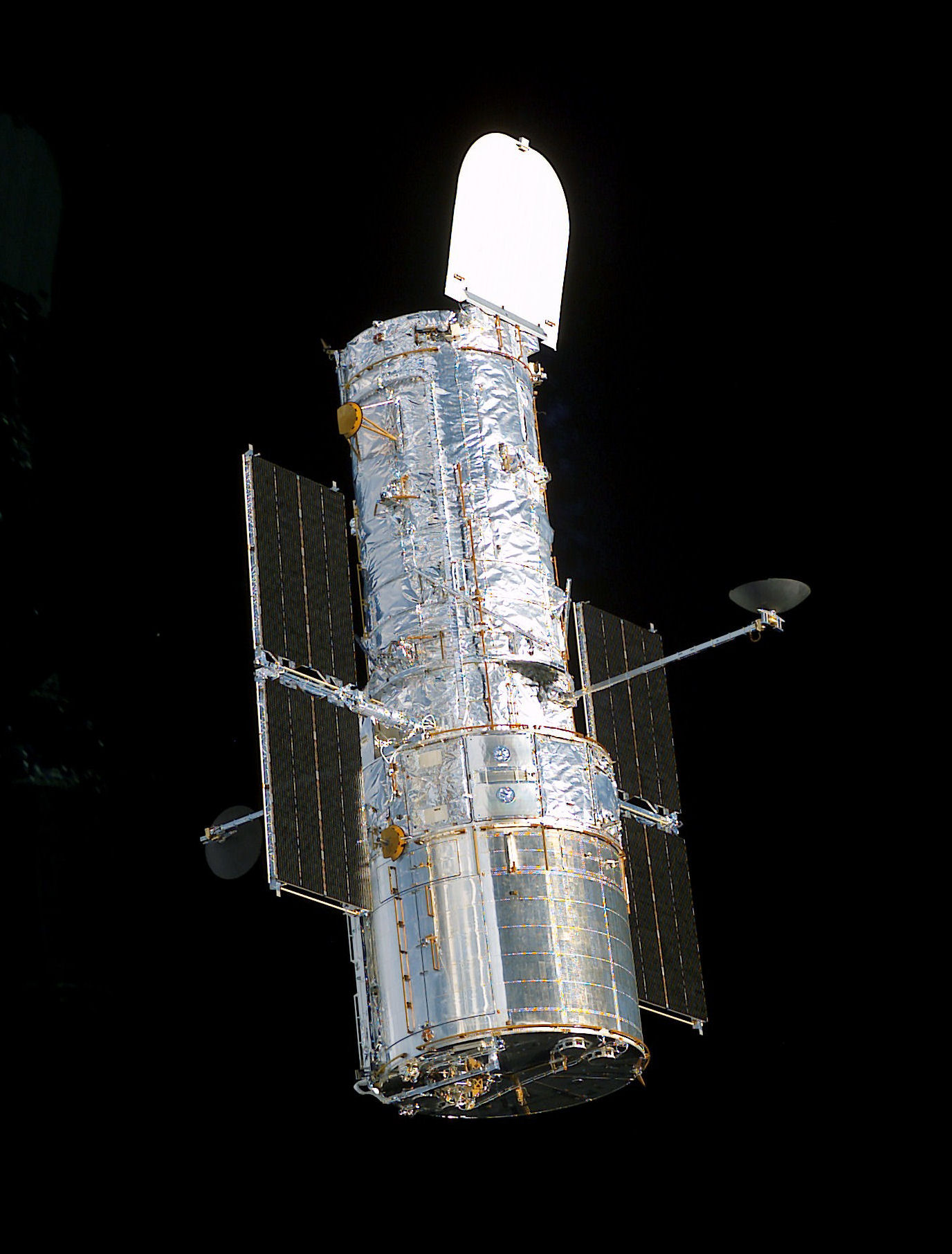
Hubble-Weltraumteleskop nach der Wartungsmission STS-109

Im April 1996 wurde Carey als Astronautenanwärter von der NASA ausgewählt und begann seine ausbildung bei der Nasa im August desselben Jahres. Nach seiner Ausbildung zum Shuttlepiloten wurde er für technische Aufgaben im Astronautenbüro und als Verbindungssprecher (CAPCOM) bei Shuttle-Missionen eingesetzt. Carey schied im Oktober 2004 aus der NASA aus und unterrichtet derzeit Schulkinder über seine Erfahrungen als Astronaut.

### STS-109
Am 1. März 2002 startete Carey als Pilot der Raumfähre Columbia zum vierten Wartungsflug für das Hubble-Weltraumteleskop. Bei fünf Außenbordeinsätzen (EVAs) wurden unter anderem eine neue Energieeinheit, eine neue Kamera und neue Solarzellen installiert. Während der EVAs machte Carey Video- und Fotoaufnahmen von den Reparaturarbeiten.

## Privates
Duane Carey und seine Frau Cheryl haben zwei Kinder.